# Podandrogyne cernua
Podandrogyne cernua är en paradisblomsterväxtart som beskrevs av R. E. Woodson. Podandrogyne cernua ingår i släktet Podandrogyne och familjen paradisblomsterväxter. Inga underarter finns listade i Catalogue of Life.